# HD 2774
HD 2774，又名BD+52 92，SAO 21486、HR 124，是一颗恒星，视星等为5.6，位于銀經119.91，銀緯-9.92，其B1900.0坐标为赤經0h 26m 12.4s，赤緯+52° -9.92′ 15″。